# Ian Feuer
Pour les articles homonymes, voir Feuer.
Ian Feuer, né le 20 mai 1971 à Las Vegas, est un joueur de international américain de soccer évoluant au poste de gardien de but. Il a commencé sa carrière professionnelle en Belgique, pour ensuite jouer dans plusieurs clubs anglais et américains. Il a mis un terme à sa carrière en 2002 alors qu'il n'avait que 31 ans, ne parvenant pas à décrocher un nouveau contrat professionnel.

## Biographie

### Débuts en Belgique
Ian Feuer est né et a grandi à Las Vegas. Ses parents travaillaient dans le show business. Il commence à jouer au soccer à l'âge de huit ans, et se prend de passion pour ce sport. À onze ans, son entraîneur le fait jouer comme gardien à cause de sa maladresse balle au pied. Il restera à ce poste toute sa carrière. À l'âge de seize ans, il participe à un stage de soccer donné par le gardien allemand Harald Schumacher. Ce dernier lui recommande de partir en Europe pour s'améliorer, conseil que Feuer suit immédiatement. En 1988, il signe un contrat « espoir » au FC Bruges, en Belgique, où il est la doublure attitrée de Dany Verlinden. Il ne joue aucun match pour le club brugeois, et est finalement prêté au RWDM, autre club de première division belge, le 1er août 1991. Il reste deux ans dans la capitable belge, jouant 19 matches de championnat. Le 31 mai 1993, son prêt et son contrat se terminent, et il décide de rentrer aux États-Unis.
Durant sa période à Molenbeek, Ian Feuer joue son seul match avec l'équipe nationale américaine. Le 18 mars 1992, il remplace Mark Dodd à la 71e minute de jeu, lors d'un match perdu face au Maroc. Il fait partie de l'équipe américaine lors des Jeux olympiques de Barcelone en 1992, mais ne joue aucun match.

### Retour aux États-Unis et premier passage en Angleterre
De retour aux États-Unis, Feuer signe au Salsa de Los Angeles, en APSL, pour la  saison 1993. Le club termine quatrième et se qualifie pour les séries éliminatoires. Il élimine les 86ers de Vancouver en demi-finales, mais doit s'incliner en finale face aux Foxes du Colorado.
En 1994, Feuer revient en Europe, plus précisément à West Ham, club de Premier League anglaise. Il ne joue aucun match, et est prêté à Peterborough, en Division Two, le 20 février 1995. Il termine la saison comme titulaire, jouant 16 matches. Il revient à West Ham en fin de saison, mais en août 1995, il se casse le poignet lors d'un entraînement avec l'équipe nationale américaine. Un mois plus tard, il est prêté à Luton Town, en Division One. Il s'impose comme gardien titulaire, et en décembre 1995, Luton rachète son contrat à West Ham pour 580 000 £. Il défend les filets du club jusqu'en août 1997, quand il se blesse à l'épaule. Pendant son indisponibilité, le gardien réserviste Kelvin Davis réalise de bonnes prestations, et Feuer doit se contenter du banc de touche.

### Major League Soccer et fin de carrière en Angleterre
Le 24 mars 1998, la Major League Soccer rapatrie Ian Feuer dans le nouveau championnat professionnel nord-américain. Il est recruté par l'équipe du Revolution de la Nouvelle-Angleterre. En fin de saison, il est prêté quelques mois au club de Rushden & Diamonds, en Conference National, le cinquième niveau de la hiérarchie du football anglais. Il se fait remarquer lors d'un match de FA Cup face à Leeds, durant lequel il multiplie les arrêts et permet au club de conserver le 0-0. Le 24 février 1999, il est échangé aux Rapids du Colorado contre un futur choix de draft. Cette décision est motivée par l'arrivée du vétéran italien Walter Zenga ches les « Revs », plus « intéressant » d'un point de vue médiatique que Feuer.
Recruté à l'origine pour être la doublure de Marcus Hahnemann, il est promu titulaire lorsque ce dernier quitte la MLS pour rejoindre Fulham. Mais ses performances ne sont pas à la hauteur, et les Rapids chutent au classement. Le club parvient néanmoins à se qualifier pour les séries de la saison 1999, mais est éliminé sans gloire dès l'entame de ceux-ci par le Galaxy de Los Angeles. Le 29 novembre 1999, l'équipe du Colorado libère Ian Feuer de sa deuxième année de contrat au club.
Sans club pendant un an, Ian Feuer signe finalement un contrat d'un mois avec Cardiff City le 1er octobre 2000. Bien qu'il ne joue aucun match, West Ham, un de ses anciens clubs, décide de le faire revenir. Il termine la saison dans le club londonien, jouant trois matches. Il devient ainsi le plus grand gardien à jouer en Premier League. En fin de saison, il rejoint Wimbledon, en Division One, et est prêté immédiatement à Derby County. Cantonné à un rôle de deuxième gardien, il ne joue que deux matches pour Derby et quatre pour Wimbledon. Le 12 août 2002, il signe un contrat renouvelable à la semaine à Tranmere, pendant l'indisponibilité de leur gardien titulaire Keith Welch. Ian Feuer ne joue que deux matches, puis son contrat n'est plus renouvelé. 
Il a ensuite passé un test à Arsenal, suivi d'un autre à Wolverhampton en septembre 2002 durant lequel il prend place deux fois sur le banc. Moins d'une semaine plus tard, Crystal Palace tente de le recruter pour remplacer Matt Clarke, blessé, mais ne parvient pas à un accord avec le joueur. Finalement, après plusieurs mois sans qu'un club ne marque un intérêt envers lui, Ian Feuer décide de mettre un terme à sa carrière professionnelle et de rentrer aux États-Unis.

### Entraîneur
Après sa retraite, Ian Feuer s'occupe de l'entraînement de jeunes gardiens dans différents lycées et universités américains. Le 1er septembre 2007, il est nommé entraîneur des gardiens du club du Galaxy de Los Angeles, poste qu'il occupe toujours en avril 2011.

## Au cinéma
Après sa carrière, Ian Feuer a tenu quelques rôles secondaires au cinéma. Le premier, en 2005, dans le film Match en famille de Jesse Dylan avec Will Ferrell et Robert Duvall, il tient le rôle d'un entraîneur assistant. Ensuite, en 2007, il joue un Predator dans le film Aliens vs. Predator: Requiem.